# Monolog
Monolog är ett samtal eller tal där en person enbart talar till sig själv. Monologer kan förekomma i (enmans-)föreställningar och är belagt i svenska språket sedan 1799.
Monologer används bland annat i massmedier, undervisning, ståuppkomik och teatersammanhang som till exempel i en pjäs, där en roll uttrycker tankar, funderingar, eller liknande. Ibland förekommer även inre monologer.